# Chemikalien-Registrierung
Chemikalien-Registrierung bezeichnet die behördliche Registrierung von Chemikalien. Jeder Hersteller oder Importeur, der seine in den Geltungsbereich der REACH-Verordnung fallenden Stoffe in Verkehr bringen will, muss diese Stoffe registrieren.

## Die Registrierung gemäß der EU-Verordnung REACH

### Geltungsbereich von REACH
Hersteller oder Importeure, welche Stoffe als solche und/oder Stoffe in Zubereitungen mit mehr als einer Tonne pro Jahr in Europa in Verkehr bringen, fallen in den Geltungsbereich von REACH. Dabei wird beim Begriff Stoff zwischen Phase-in-Stoffe und Non-Phase-in-Stoffe unterschieden (siehe unten).
Hersteller/Importeure sind natürliche oder juristische Personen mit Sitz in der Europäischen Gemeinschaft, die in der Europäischen Gemeinschaft einen Stoff herstellen oder für die Einfuhr verantwortlich sind [Artikel 3 REACh-VO].
Hersteller in Form einer natürlichen oder juristischen Person mit Sitz außerhalb der Gemeinschaft, die Stoffe, Zubereitungen und/oder Erzeugnisse in die Gemeinschaft einführen, können im gegenseitigen Einverständnis eine natürliche oder juristische Person mit Sitz in der Gemeinschaft bestellen, die als ihr alleiniger Vertreter die Verpflichtungen für Importeure erfüllt. Wird ein Alleinvertreter benannt, informiert der Hersteller außerhalb der Gemeinschaft die innerhalb der Gemeinschaft ansässigen Mitglieder seiner Lieferkette [Artikel 8 REACh-VO].
Phase-in-Stoffe sind:
- Stoffe, die in EINECS gelistet sind;
- No-longer Polymere;
- Stoffe, die in der EU hergestellt worden sind, aber vom Hersteller/Importeur in den 15 Jahren vor Inkrafttreten von REACH nicht in Verkehr gebracht wurden, z. B. werksinterne Stoffe. (Entsprechende Nachweise über die Zeit der Produktion und, dass die Stoffe nicht an Dritte weitergegeben wurden, müssen vorhanden sein.)

Alle anderen Stoffe sind Non-Phase-in-Stoffe.
Nicht in den Geltungsbereich von REACh fallen:
- Polymere,
- Abfall,
- Nicht-isolierte Zwischenprodukte,
- Radioaktive Stoffe,
- Stoffe im Transit (Zollüberwachung).

Generell können Stoffe, die bereits durch andere gesetzliche Vorschriften angemessen geregelt sind, komplett (siehe oben) oder von Teilen der REACh-Verordnung ausgenommen sein.

### Die Vorregistrierung
Die Vorregistrierung war nur für Phase-in-Stoffe (siehe oben, Geltungsbereich) möglich und war nicht verpflichtend. Hersteller und Importeure werden dennoch eine Vorregistrierung ihrer Phase-in-Stoffe durchführen, da nach dem 1. Dezember 2008 der Grundsatz „no data, no market“ gilt. Die Hersteller/Importeure dürfen dann ihre Phase-in-Stoffe nicht mehr in Verkehr bringen, bis sie diese voll registriert haben und eine Registrierungsnummer besitzen.
Überdies erhielten Hersteller/Importeure durch eine Vorregistrierung zwei wesentliche Vorteile. Zum einen erlangten sie, je nach Jahresmenge, eine Übergangsfrist (siehe Tabelle) für die volle Registrierung. Zum anderen setzt die Teilnahme an einem SIEF die Vorregistrierung voraus.
| Mengenband                                             | Zeitraum ab Inkrafttreten | Ablaufdatum      |
| ------------------------------------------------------ | ------------------------- | ---------------- |
| {\displaystyle \geq } 1000 t/a                         | 3,5 Jahre                 | 1. Dezember 2010 |
| CMR-Stoffe {\displaystyle \geq } 1 t/a                 | 3,5 Jahre                 | 1. Dezember 2010 |
| Umweltgefährliche Stoffe {\displaystyle \geq } 100 t/a | 3,5 Jahre                 | 1. Dezember 2010 |
| {\displaystyle \geq } 100 t/a                          | 6 Jahre                   | 1. Juni 2013     |
| {\displaystyle \geq } 1 t/a                            | 11 Jahre                  | 1. Juni 2018     |

SIEF steht für Substance Information Exchange Forum. Es war der Sinn der Vorregistrierung, dass die verschiedenen Hersteller oder Importeure identischer Stoffe zueinander finden. Im SIEF sollen Daten zu Stoffinformationen ausgetauscht werden.
Die Vorregistrierung erfolgte elektronisch an die EChA (European Chemicals Agency, der europäischen Agentur für chemische Stoffe mit Sitz in Helsinki) z. B. mit dem Programm IUCLID 5 und war kostenlos. Folgende Daten, die den Herstellern/Importeuren schon vorliegen sollten, mussten bei der Vorregistrierung angegeben werden:
- Identifizierung des Stoffes, Stoffname und z. B. EINECS- und CAS-Nummer;
- Name und Anschrift des Herstellers/Importeurs sowie die Namen von Kontaktpersonen;
- Die vorgesehenen Fristen für die Registrierung, letztendlich also das Tonnageband (Angabe ist nicht verbindlich);
- Stoffnamen, die für Strukturanalogien von Bedeutung sein können.

### Die Registrierung
Artikel 10 der REACh-VO beschreibt allgemein die Informationen, die zu Registrierungszwecken vorzulegen sind. Für alle Phase-in-Stoffe und Non-Phase-in-Stoffe ab 1 t/a muss ein technisches Dossier mittels IUCLID 5 eingereicht werden. Neben der Identität des Herstellers/Importeurs und der Identität des Stoffes muss das technische Dossier folgende Informationen enthalten:
- Einstufung und Kennzeichnung des Stoffes;
- Informationen zu Herstellung und Verwendung/en des Stoffes;
- Leitlinien für die sichere Verwendung des Stoffes;
- Prüfung von Sachverständigen (welche Informationen wurden von einem Sachverständigen geprüft?);
- Antrag auf Vertraulichkeit bestimmter Informationen;
- Informationen über die Exposition (Verwendungen, Expositionswege, Expositionshäufigkeit);
- Datensatz nach den Anhängen VII (Stoffmengen > 1 t/a), VIII (Stoffmengen > 10 t/a), IX (Stoffmengen 10 bis 100 t/a), X (Stoffmengen 100 bis 1000 t/a) und XI (Stoffmengen > 1000 t/a);
- Einfache/qualifizierte Studienzusammenfassung.

Die geforderten Datensätze nach den Anhängen VII bis X beinhalten neben den physikalischen und chemischen Eigenschaften auch Angaben zur Toxikologie und Ökotoxizität.
Bevor ein Registrant zur Erfüllung der Informationsanforderungen für die Registrierung einen Versuch durchführt, muss er innerhalb seines SIEF nachfragen, ob eine einschlägige Studie zur Verfügung steht. Wirbeltierstudien dürfen nicht wiederholt werden.
Neue Versuche zur Datenerhebung sind nach der GLP (Guten Labor Praxis) durchzuführen. Unter bestimmten Voraussetzungen, welche in Anhang XI beschrieben werden, können Versuche begründet ausgelassen werden. Dafür müssen entsprechende Waiving-Methoden (z. B. Daten von Stoffen der gleichen Stoffgruppe oder Daten aus bereits vorhandenen Prüfungen, die nicht nach der GLP durchgeführt wurden) die geforderten Informationen liefern.
REACh unterscheidet zwischen zwei Arten von Studienzusammenfassungen. Die einfache Studienzusammenfassung für Stoffmengen > 1 t/a enthält die Informationen der jeweiligen Anhänge VII bis X mit Beschreibungen zum Ziel, Methode, Ergebnis und Schlussfolgerung einer Studie. Mit der einfachen Studienzusammenfassung soll die Relevanz einer Studie bewertet werden können. Ab einer Stoffmenge von > 10 t/a muss zusätzlich eine qualifizierte Studienzusammenfassung erstellt werden. Diese soll eine unabhängige Bewertung der Studie ermöglichen.
Nach Artikel 10 b) ist für Stoffmengen ab 10 t/a ein so genannter Stoffsicherheitsbericht (CSR für Chemical Safety Report) erforderlich.
Kernstück des Stoffsicherheitsberichtes ist die Beschreibung der Exposition eines Stoffes und dessen Wirkung auf Mensch und Umwelt. Aus den Beurteilungen der Exposition und der Wirkung ergibt sich ein Risiko, welches ebenfalls für gefährliche Stoffe zu beschreiben ist.
Der Stoffsicherheitsbericht setzt eine Kommunikation innerhalb der Lieferkette voraus. Das Know-how zur Exposition eines Stoffes geht hauptsächlich aus dessen Verwendung hervor und liegt naturgemäß mehr beim nachgeschalteten Anwender. Das Know-how zur Wirkung eines Stoffes und der Risikomanagementmaßnahmen liegt primär beim Hersteller oder Importeur.
Anhang I der REACh-Verordnung beschreibt die Form und den Inhalt des Stoffsicherheitsberichtes. Demnach umfasst die Stoffsicherheitsbeurteilung folgende Schritte:
1. Ermittlung schädlicher Wirkungen auf die Gesundheit des Menschen mit Ableitung eines DNEL-Wertes (Derived No-Effect Level);
2. Ermittlung schädlicher Wirkungen auf die Gesundheit des Menschen durch physikalisch-chemische Eigenschaften;
3. Ermittlung schädlicher Wirkungen auf die Umwelt mit Ableitung von PNEC-Werten (Predicted No-Effect Concentration) für die Kompartimente Wasser, Boden, Luft sowie für die Nahrungskette und die mikrobiologische Aktivität in Kläranlagen;
4. Ermittlung der PBT (persistent, bioakkumulierend, toxisch)- und vPvB (sehr persistent, sehr bioakkumulierend)-Eigenschaften.
5. Expositionsbeurteilung mit Entwicklung eines oder mehrerer Expositionsszenario/en oder gegebenenfalls Entwicklung einschlägiger Verwendungs- und Expositionskategorien;
6. Risikobeschreibung.

Nur wenn der Hersteller oder Importeur aufgrund der Schritte 1 bis 4 folgert, dass der Stoff oder die Zubereitung als gefährlich gemäß der Richtlinie 67/548/EWG oder als PBT oder vPvB einzustufen ist, umfasst die Stoffsicherheitsbeurteilung auch die Schritte 5 und 6.
Ist der Stoff nicht gefährlich und nicht als PBT oder vPvB zu beurteilen, sind eine Expositionsbewertung und Risikobeurteilung also nicht erforderlich. Das Ergebnis der Stoffsicherheitsbeurteilung ist im Stoffsicherheitsbericht zu dokumentieren.
Ein Expositionsszenario beschreibt alle Bedingungen (z. B. bei der Herstellung, Verarbeitung, Verwendung und Entsorgung) über das gesamte Leben des Stoffes. Im Expositionsszenario sind weiterhin Maßnahmen zur Beherrschung der Exposition von Mensch und Umwelt beschrieben. Diese Verwendungsbedingungen und Maßnahmen zur Expositionsbeherrschung sind im umfassenden Sinne Risikomanagementmaßnahmen.
Eine Verwendungs- und Expositionskategorie ist ein Expositionsszenario, das ein breites Spektrum von Verfahren und Verwendungen abdeckt.

## Anmeldung nach dem Chemikaliengesetz a.F.
Das bundesdeutsche Chemikaliengesetz hatte unter anderem die Melde-, Prüf- und ggf. die Kennzeichnungspflichten und damit die Chemikalien-Registrierung bei neuen Stoffen geregelt. Diese in diesem Abschnitt genannten Regelungen sind mittlerweile durch die der REACH-Verordnung abgelöst worden.
Neue Stoffe waren alle Stoffe, die nicht im Europäischen Altstoffverzeichnis (EINECS) registriert waren.
Neue Stoffe wurden im ELINCS-Verzeichnis registriert.
Nicht alle neuen Stoffe unterlagen der Anmeldeverpflichtung, Ausnahmen sind für Polymere, für Stoffe in der wissenschaftlichen Forschung, für Stoffe in der verfahrensorientierten Forschung und Entwicklung und bei Mengen unter 10 kg jährlich möglich.
Das Chemikaliengesetz sah in abgestufter Form Anmeldungen für jeden neuen Stoff vor,
der in Mengen 10 kg pro Jahr und mehr vermarktet wurde:
- Abstufungen:
- 10 kg bis < 100 kg in Verkehr gebrachte Menge pro Jahr
- 100 kg bis < 1.000 kg in Verkehr gebrachte Menge pro Jahr, oder ≥ 500 kg insgesamt in Verkehr gebrachte Menge
- ≥ 1.000 kg in Verkehr gebrachte Menge pro Jahr, oder ≥ 5.000 kg insgesamt in Verkehr gebrachte Menge
- ≥ 10.000 kg in Verkehr gebrachte Menge pro Jahr, oder ≥ 50.000 kg insgesamt in Verkehr gebrachte Menge
- ≥ 100.000 kg in Verkehr gebrachte Menge pro Jahr, oder ≥ 500.000 kg insgesamt in Verkehr gebrachte Menge
- ≥ 1.000.000 kg in Verkehr gebrachte Menge pro Jahr, oder ≥ 5.000.000 kg insgesamt in Verkehr gebrachte Menge.

Entsprechend dieser Abstufung mussten die im Chemikaliengesetz festgeschriebenen Meldearten und -fristen eingehalten werden.
Einige Länder haben ebenfalls besondere Chemikalien-Inventare: ist ein Stoff enthalten, so darf dieser Stoff in Verkehr gebracht werden; ist der Stoff nicht enthalten, so muss er über ein Anmeldeverfahren (Registrierung) in das jeweilige Inventar aufgenommen bzw. darf sonst nicht verwendet werden.

## Beispiele verschiedener Chemikalien-Inventare
- REACH – EU
- AICS – Australian Inventory of Chemical Substances
- DSL – Canadian Domestic Substances List
- NDSL – Canadian Non-Domestic Substances List
- KECL – Korean Existing Chemicals List
- ENCS (MITI-Inventar) – Japanese Existing and New Chemical Substances (siehe Chemikalienrecht (Japan))
- PICCS – Philippine Inventory of Chemicals and Chemical Substances
- TSCA – Toxic Substances Control Act (seit 1976)
- CP65 - California Proposition 65
- IECSC – Inventory of Existing Chemical Substances Produced or Imported in China
- NECI – National Existing Chemical Inventory in Taiwan
- NZIoC – New Zealand Inventory of Chemicals
- Giftliste – Schweizer Giftlisten 1–3 (bis 2005)